# Phylus coryli
Phylus coryli is een wants uit de familie van de blindwantsen (Miridae). De soort werd het eerst wetenschappelijk beschreven door Carl Linnaeus in 1758.

## Uiterlijk
De langwerpig gevormde wants heeft, als volwassen dier, altijd volledige vleugels en kan 4,5 tot 5,5 mm lang worden. De wants is zwart gekleurd, soms bruingrijs of roodachtig. De kop, het halsschild en het scutellum hebben dezelfde kleur en zijn doorgaans zwart. Als de wants niet zwart is, dan is vaak de voorkant van het halsschild wel zwart. Ook het doorzichtige deel van de voorvleugels is zwart. De pootjes zijn opvallend wit of geelwit, net als de antennes. Van de antennes is het eerste segment aan het begin bruin van kleur.

## Leefwijze
De wants leeft hoofdzakelijk op hazelaar (Corylus avellana) van het sap van jonge bladeren, knoppen en onrijpe vruchten. Ook kleine insecten zoals bladluizen en bladvlooien staan op het menu. De soort kent één generatie in het jaar en overwintert als eitje. De volwassen wantsen kunnen van mei tot augustus worden aangetroffen langs bosranden en in tuinen waar de waardplant (hazelaar) groeit. 

## Leefgebied
De wants is in Nederland algemeen en komt verder voor in het Palearctisch gebied, van Europa tot het Midden-Oosten, Mongolië en Siberië in Azië. De soort is ook in Noord-Amerika geïntroduceerd.